# Solesmes (Nord)
Pour les articles homonymes, voir Solesmes.
Solesmes est une commune française, située dans le département du Nord en région Hauts-de-France. Ses habitants sont appelés les Solesmois. Leur nom jeté est les Seringueux.
La ville a une longue histoire, puisqu'elle est mentionnée dès le début du VIIIe siècle. Bien que dépendant du Hainaut, elle a longtemps appartenu à l'abbaye de Saint-Denis en France. Le XIXe siècle la transforma et lui apporta une nouvelle prospérité par l'arrivée de plusieurs lignes de chemin de fer et l'installation d'industries. Au XXe siècle elle a souffert de la fermeture des mines, des aciéries et du repli du textile dans toute la région, et notamment dans le Valenciennois dont elle n'est pas très éloignée. C'est aujourd'hui une ville, la quatrième de l'arrondissement de Cambrai, où vivent encore les traditions comme le carnaval des « seringueux » et le géant Barbari.

## Géographie

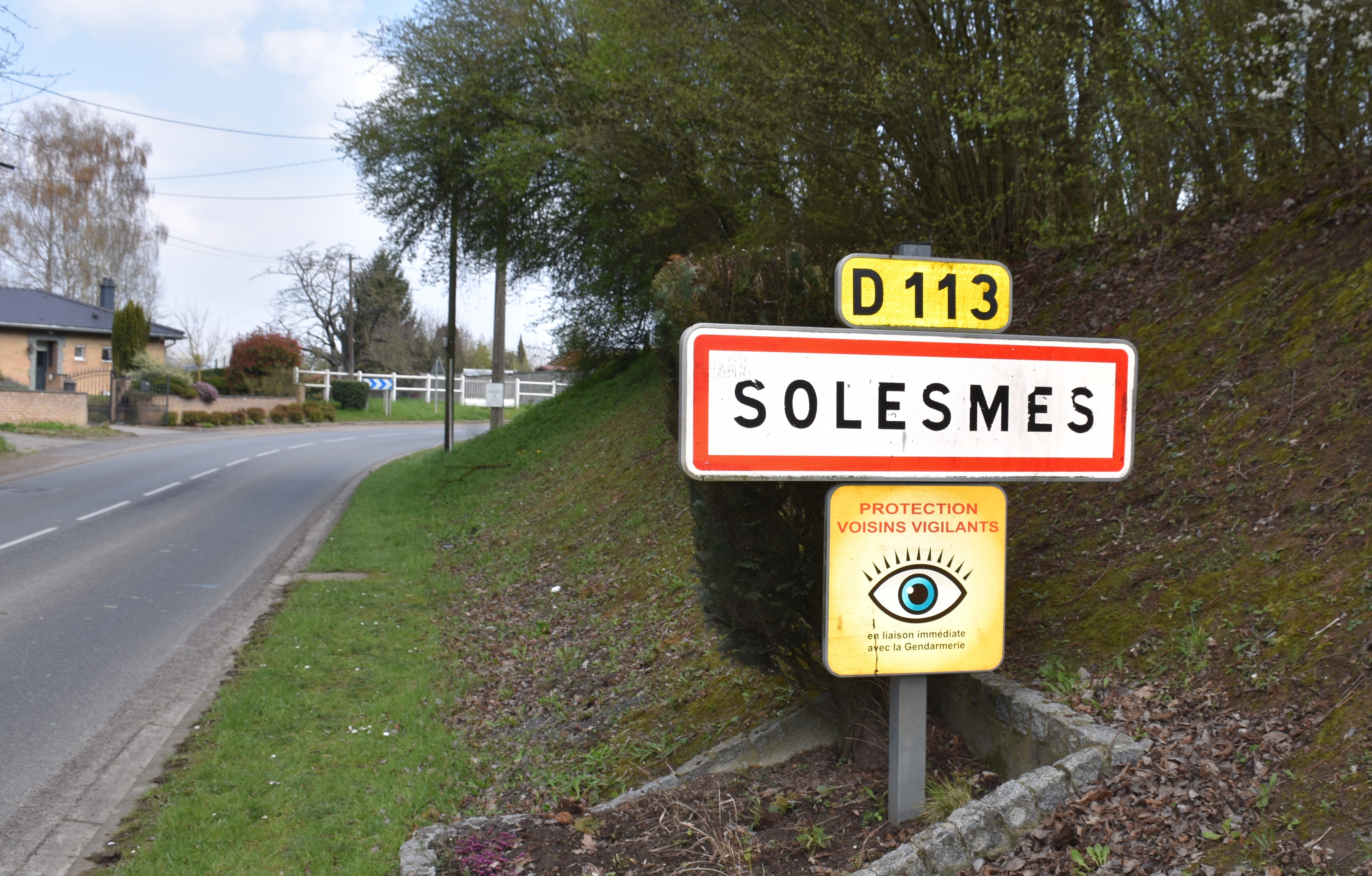
Une entrée de la commune.

### Situation
Solesmes est située dans le sud du département du Nord, aux limites du Cambrésis, de l'Avesnois et du Valenciennois. À vol d'oiseau la ville est à 17,9 km de Denain, 18,3 km de Cambrai, 19,5 km de Valenciennes, et 58,7 km de Lille.
| Saint-Python Haussy | Vertain            | Romeries                          |
| Saint-Python        | Solesmes           | Beaurain Vendegies-au-Bois        |
| Viesly              | Briastre, Neuvilly | Forest-en-Cambrésis,Croix-Caluyau |

### Hameaux et écarts
- Le hameau d'Amerval situé à 10 km au sud-sud-est de Solesmes comporte une trentaine d'habitations.
- Le hameau d'Ovillers situé à 10 km au sud-est de Solesmes et à 4 km au nord-est d'Amerval comporte une quarantaine d'habitations dont une petite partie est le territoire de la commune de Forest-en-Cambrésis. Son église, à l'origine une chapelle érigée en 1737,fortement endommagée à la fin de la Grande Guerre, a été reconstruite à partir de 1922[3].

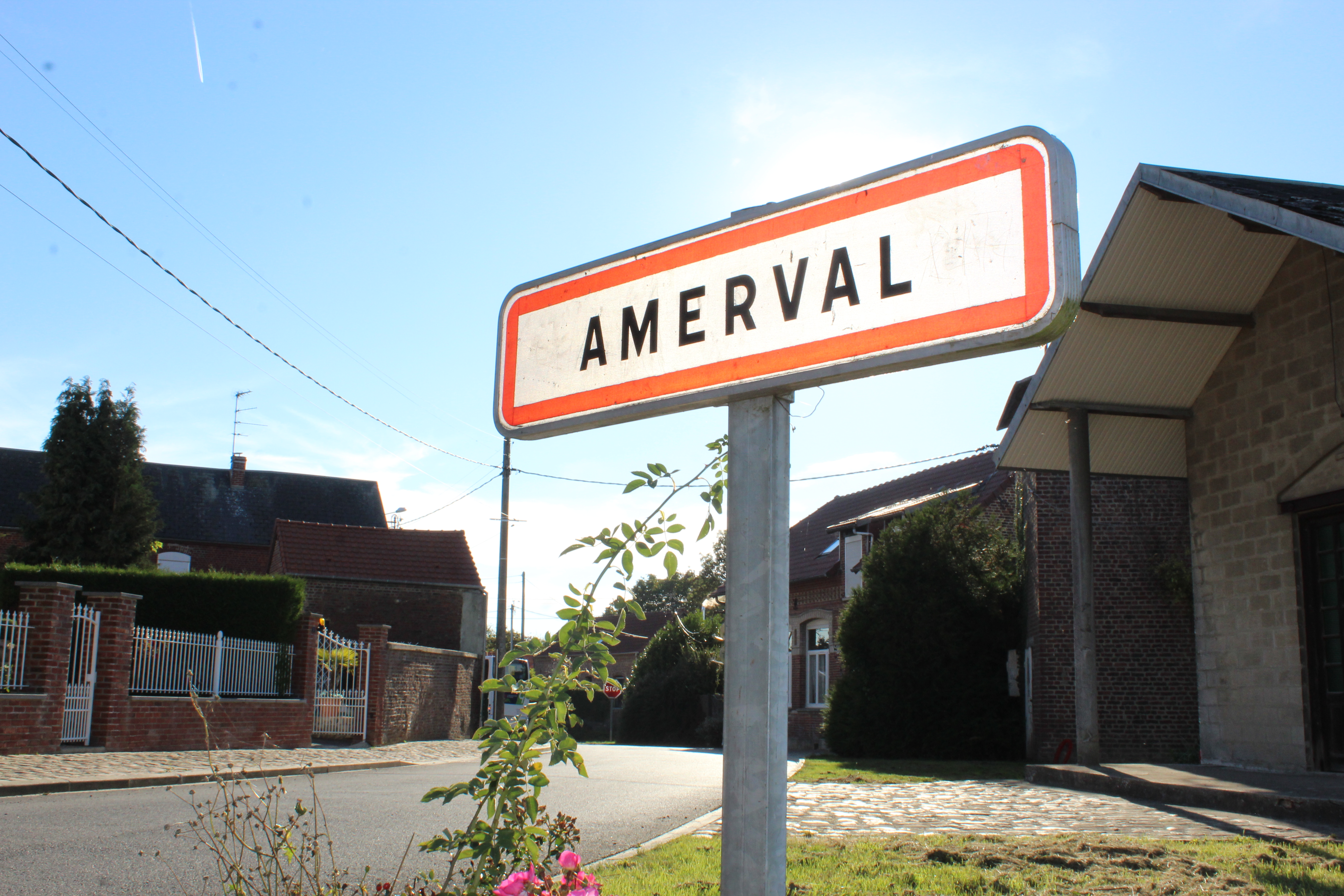
Entrée du hameau.
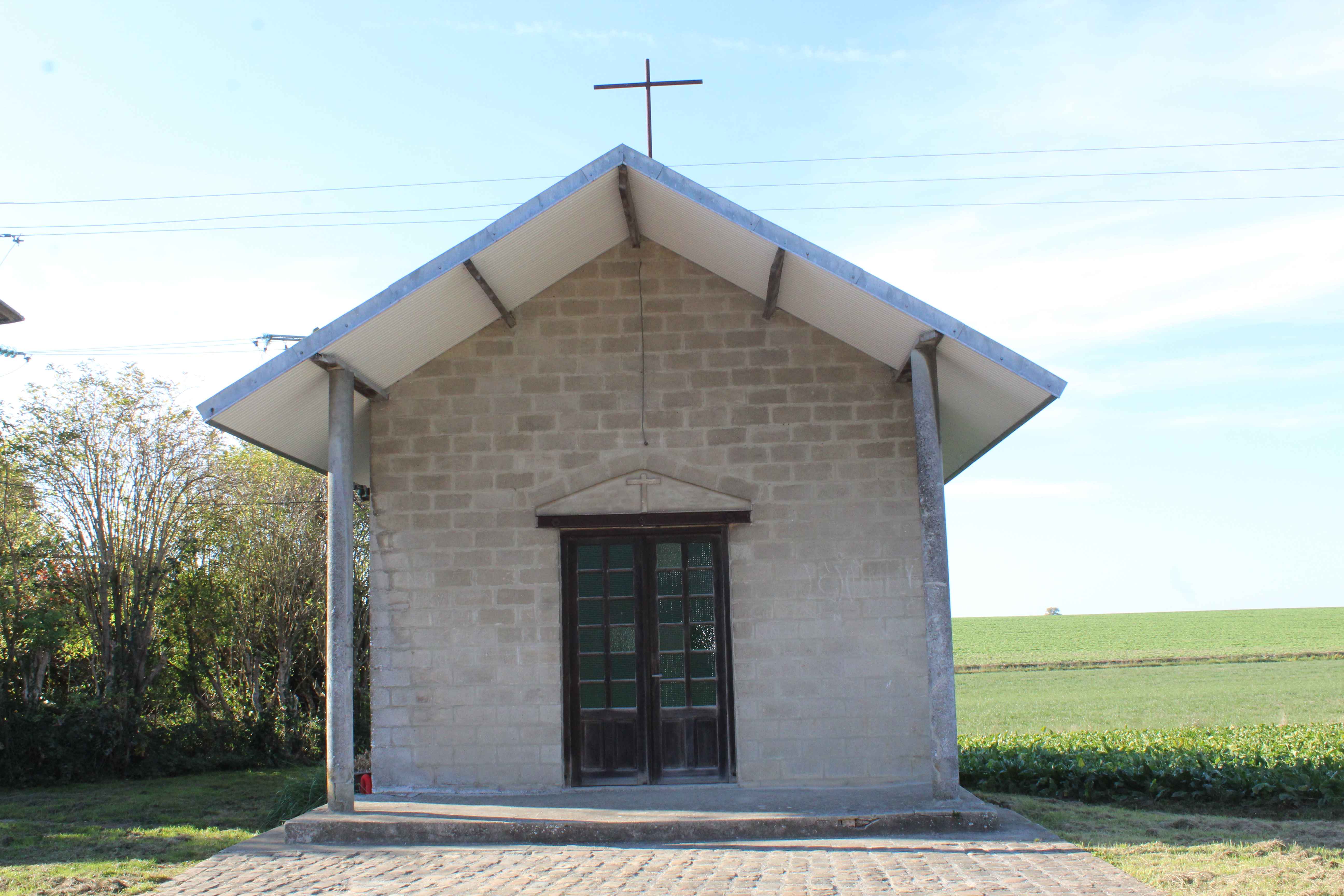
La chapelle d'Amerval.
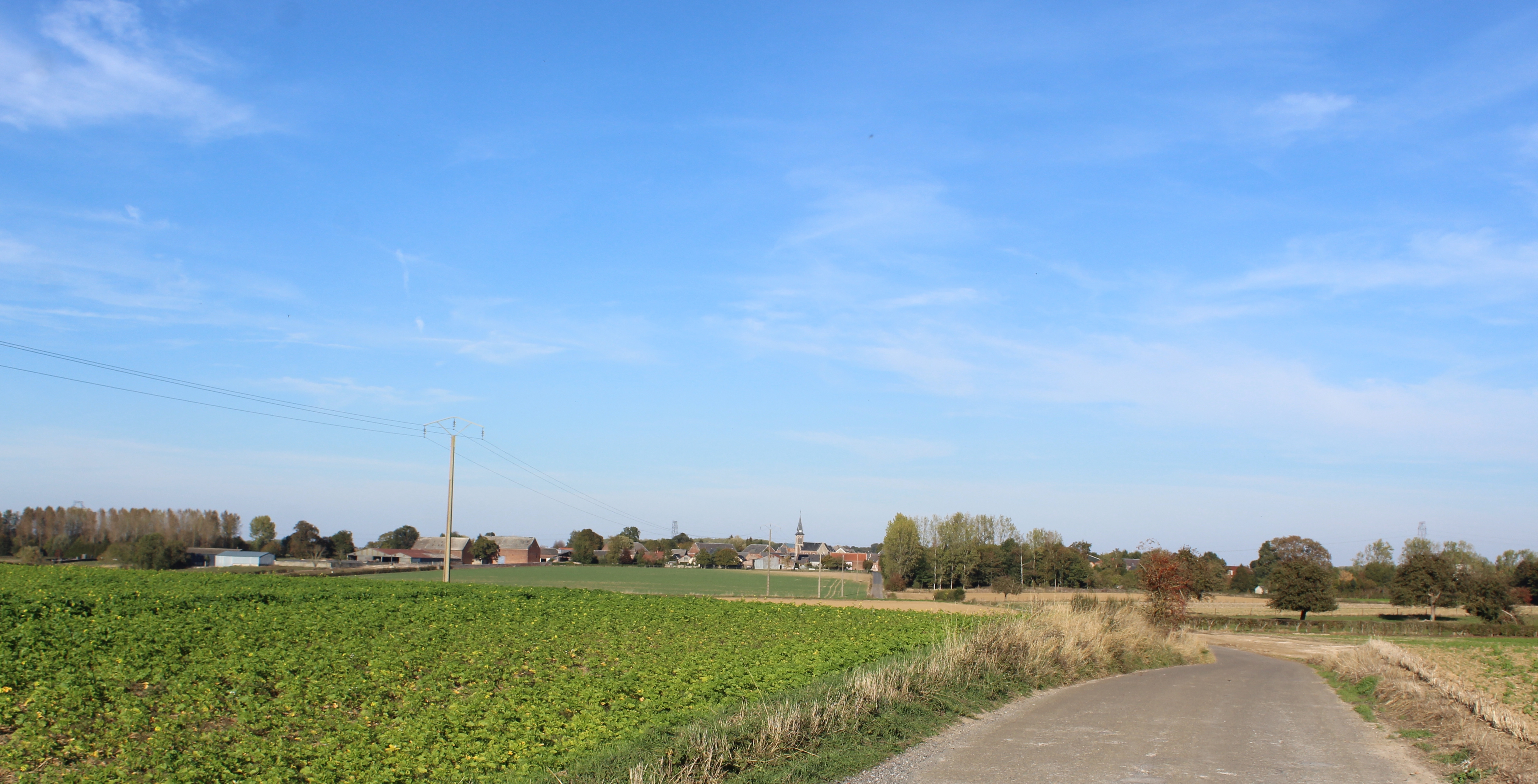
Panorama du hameau d'Ovillers.
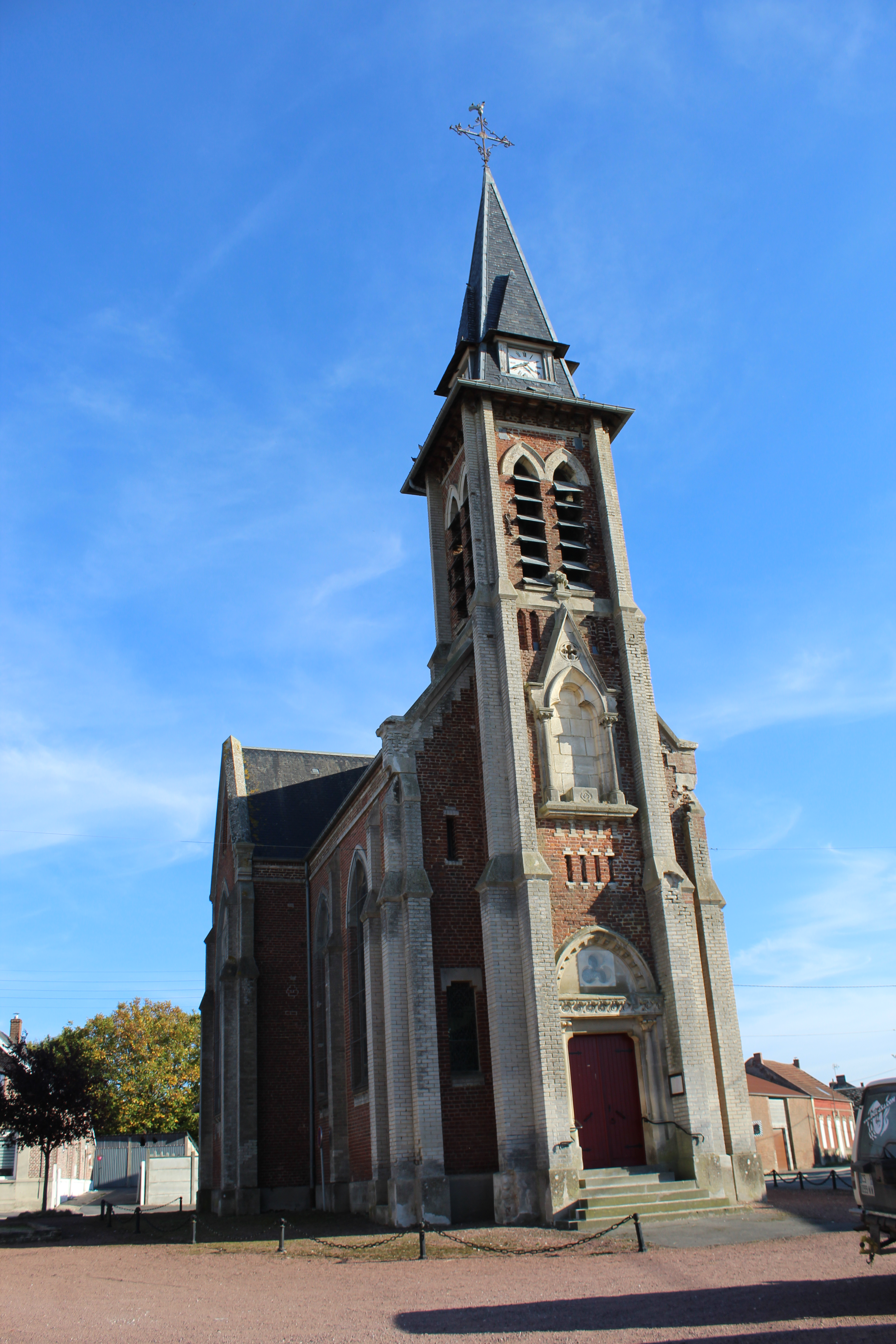
L'église d'Ovillers.

### Géologie, relief et hydrographie

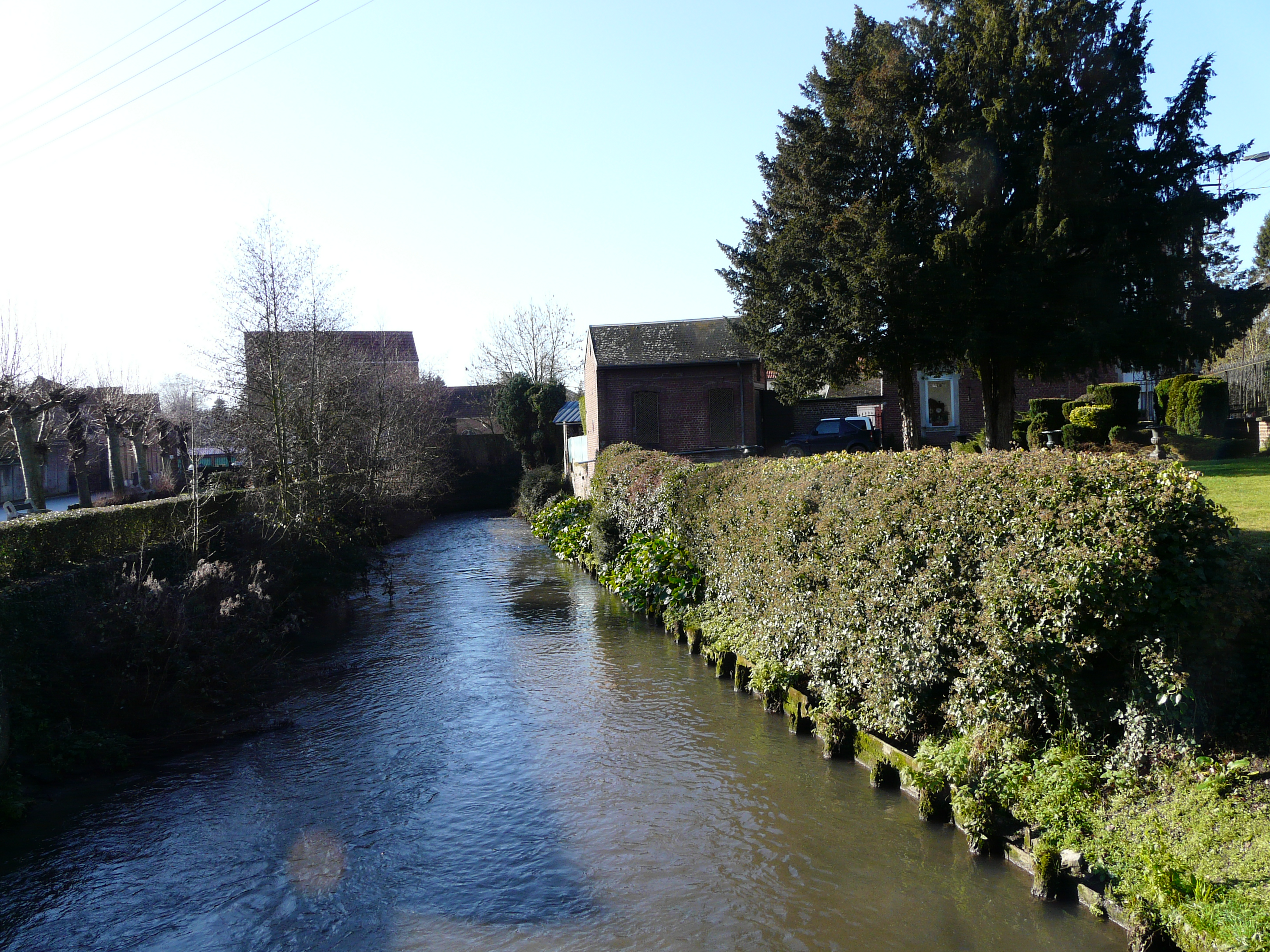
La Selle à Solesmes.

Le Cambrésis repose sur des couches de calcaire du Crétacé, elles-mêmes recouvertes de lœss et de limons accumulés par les vents, qui rendent le sol très fertile. C'est une terre à blé et à betteraves. Le paysage d'openfield domine la plus grande partie du pays.
Solesmes est située dans la vallée de la Selle, affluent de rive droite de l'Escaut. Le Béart est un petit ruisseau qui prend sa source sur le territoire de la commune, au lieu-dit « Fond de la Pecquerie », et qui rejoint la Selle après avoir traversé la ville où son parcours est recouvert. Le ruisseau des Fontaines suit un cours à peu près parallèle au Béart, qu'il rejoint dans la ville.
Une ZNIEFF (« Zone naturelle d'intérêt écologique, faunistique et floristique ») couvre la haute vallée de la Selle en amont de Solesmes jusqu'à la limite avec la région Picardie.

### Hydrographie

#### Réseau hydrographique
La commune est située dans le bassin Artois-Picardie. Elle est drainée par le Beart, le Marou et le ruisseau le béart,,.
La Selle, d'une longueur de 46 km, prend sa source dans la commune de Molain et se jette  dans le canal de l'Escaut à Denain, après avoir traversé 17 communes. 

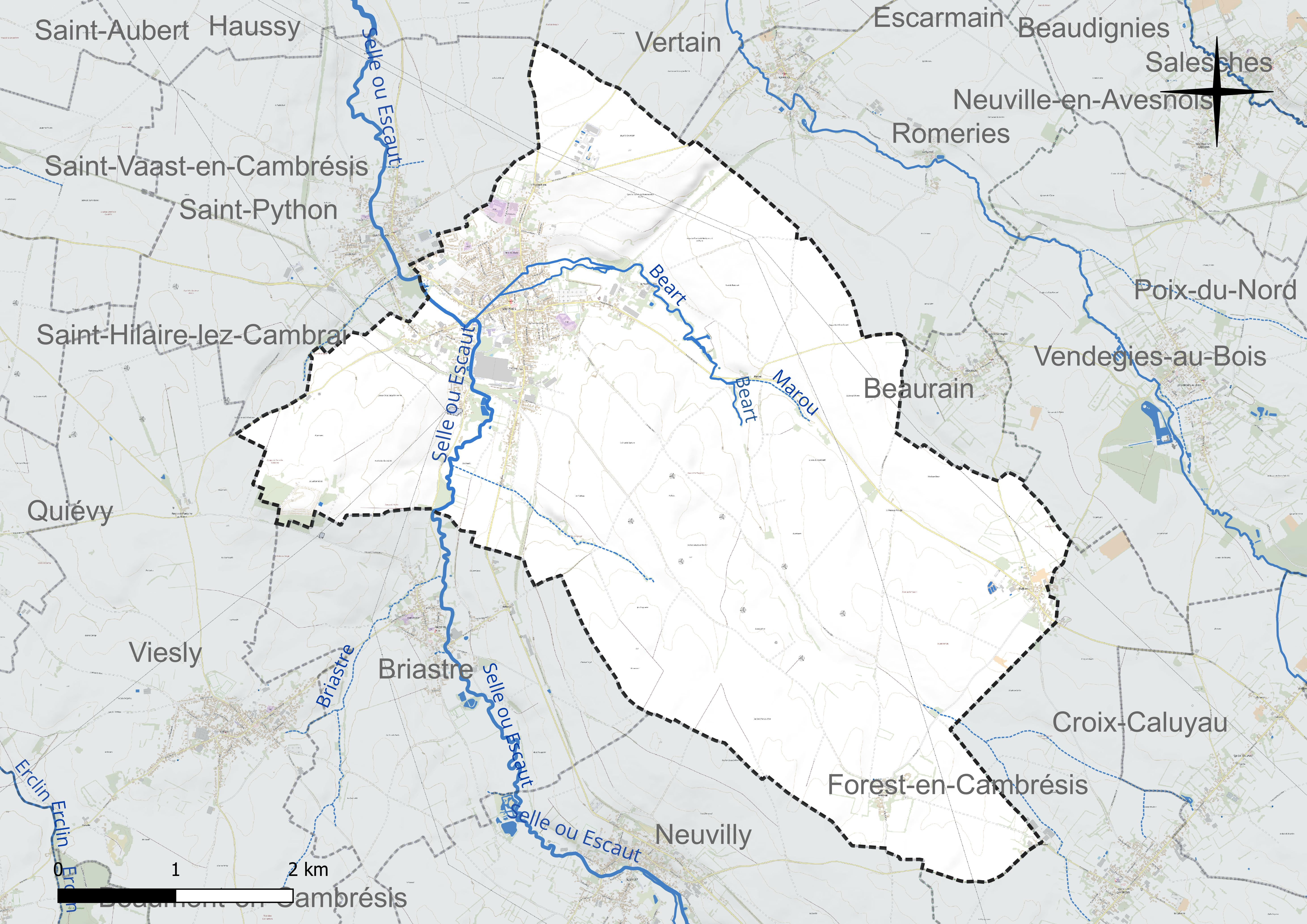
Réseau hydrographique de Solesmes.

#### Gestion et qualité des eaux
Le territoire communal est couvert par le schéma d'aménagement et de gestion des eaux (SAGE) « Escaut ». Ce document de planification concerne un territoire de 2 005 km2 de superficie, délimité par le bassin versant de l'Escaut. Le périmètre a été arrêté le 9 juin 2006 et le SAGE proprement dit a été approuvé le 13 juillet 2021. La structure porteuse de l'élaboration et de la mise en œuvre est le syndicat mixte Escaut et Affluents (SyMEA). 
La qualité des cours d'eau peut être consultée sur un site dédié géré par les agences de l'eau et l'Agence française pour la biodiversité.

### Climat
Pour des articles plus généraux, voir Climat des Hauts-de-France et Climat du Nord.
En 2010, le climat de la commune est de type climat océanique dégradé des plaines du Centre et du Nord, selon une étude du CNRS s'appuyant sur une série de données couvrant la période 1971-2000. En 2020, Météo-France publie une typologie des climats de la France métropolitaine dans laquelle la commune est exposée à un climat océanique altéré et est dans la région climatique  Nord-est du bassin Parisien, caractérisée par un ensoleillement médiocre, une pluviométrie moyenne régulièrement répartie au cours de l'année et un hiver froid (3 °C). 
Pour la période 1971-2000, la température annuelle moyenne est de 10,3 °C, avec une amplitude thermique annuelle de 14,8 °C. Le cumul annuel moyen de précipitations est de 744 mm, avec 12,5 jours de précipitations en janvier et 9,3 jours en juillet. Pour la période 1991-2020, la température moyenne annuelle observée sur la station météorologique la plus proche, située sur la commune de Valenciennes à 19 km à vol d'oiseau, est de 11,0 °C et le cumul annuel moyen de précipitations est de 694,1 mm,. Pour l'avenir, les paramètres climatiques de la commune estimés pour 2050 selon différents scénarios d'émission de gaz à effet de serre sont consultables sur un site dédié publié par Météo-France en novembre 2022.

### Voies de communication et transports
Solesmes est située au carrefour de plusieurs routes départementales : la D955 vers Le Cateau-Cambrésis au sud-est et Denain au nord-ouest, la D43 vers Landrecies, la D942 vers Cambrai au sud-ouest et Bavay au nord-est, la D958 vers Valenciennes.
Solesmes est desservie par trois lignes du réseau CambrésiX, groupement composé de six entreprises de transport locales, vers Cambrai, Le Cateau-Cambrésis, Valenciennes et Caudry. Le DOG (document d'orientations générales) du SCoT du Cambrésis en date du 6 janvier 2011 prévoit de créer une ligne de transport en commun à haut niveau de service (LHNS) entre Cambrai, Caudry, Le Cateau-Cambrésis et Solesmes.
Les gares SNCF les plus proches sont à Caudry, Denain, Cambrai et Valenciennes.

## Urbanisme

### Typologie
Au 1er janvier 2024, Solesmes est catégorisée bourg rural, selon la nouvelle grille communale de densité à sept niveaux définie par l'Insee en 2022.
Elle appartient à l'unité urbaine de Solesmes, une agglomération intra-départementale regroupant deux  communes, dont elle est ville-centre,,. Par ailleurs la commune fait partie de l'aire d'attraction de Solesmes, dont elle est la commune-centre,. Cette aire, qui regroupe 2 communes, est catégorisée dans les aires de moins de 50 000 habitants,.

### Occupation des sols
L'occupation des sols de la commune, telle qu'elle ressort de la base de données européenne d'occupation biophysique des sols Corine Land Cover (CLC), est marquée par l'importance des territoires agricoles (89,3 % en 2018), en diminution par rapport à 1990 (90,7 %). La répartition détaillée en 2018 est la suivante : 
terres arables (80 %), zones urbanisées (10,7 %), prairies (8,3 %), zones agricoles hétérogènes (1,1 %). L'évolution de l'occupation des sols de la commune et de ses infrastructures peut être observée sur les différentes représentations cartographiques du territoire : la carte de Cassini (XVIIIe siècle), la carte d'état-major (1820-1866) et les cartes ou photos aériennes de l'IGN pour la période actuelle (1950 à aujourd'hui).

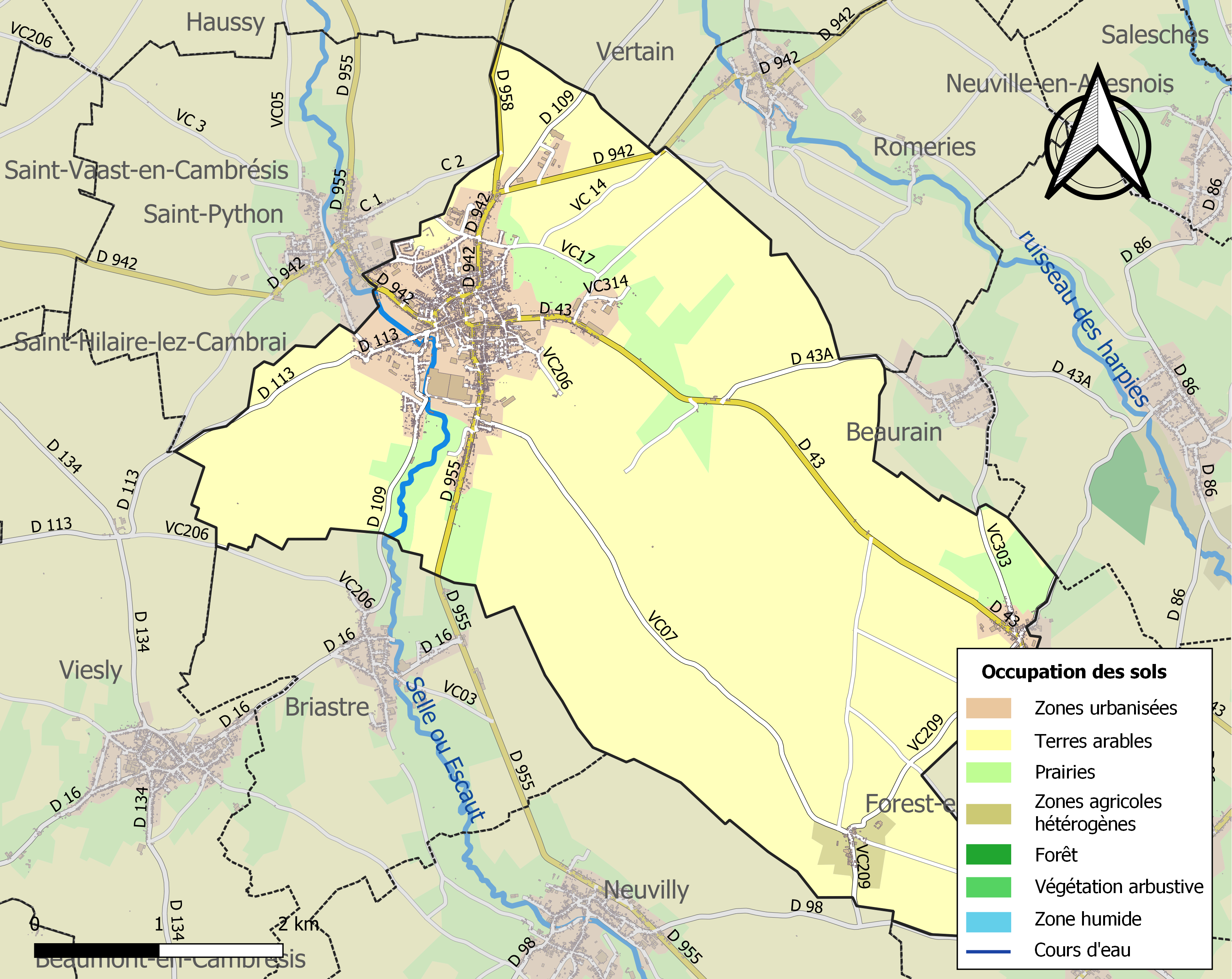
Carte des infrastructures et de l'occupation des sols de la commune en 2018 (CLC).

### Morphologie urbaine
Solesmes est bâtie pour l'essentiel sur la rive droite de la Selle, mais en retrait de la rivière. Au XIXe siècle, des quartiers se sont étendus à l'autre rive de la Selle, autour de l'ancienne gare et des routes de Briastre et de Quiévy.

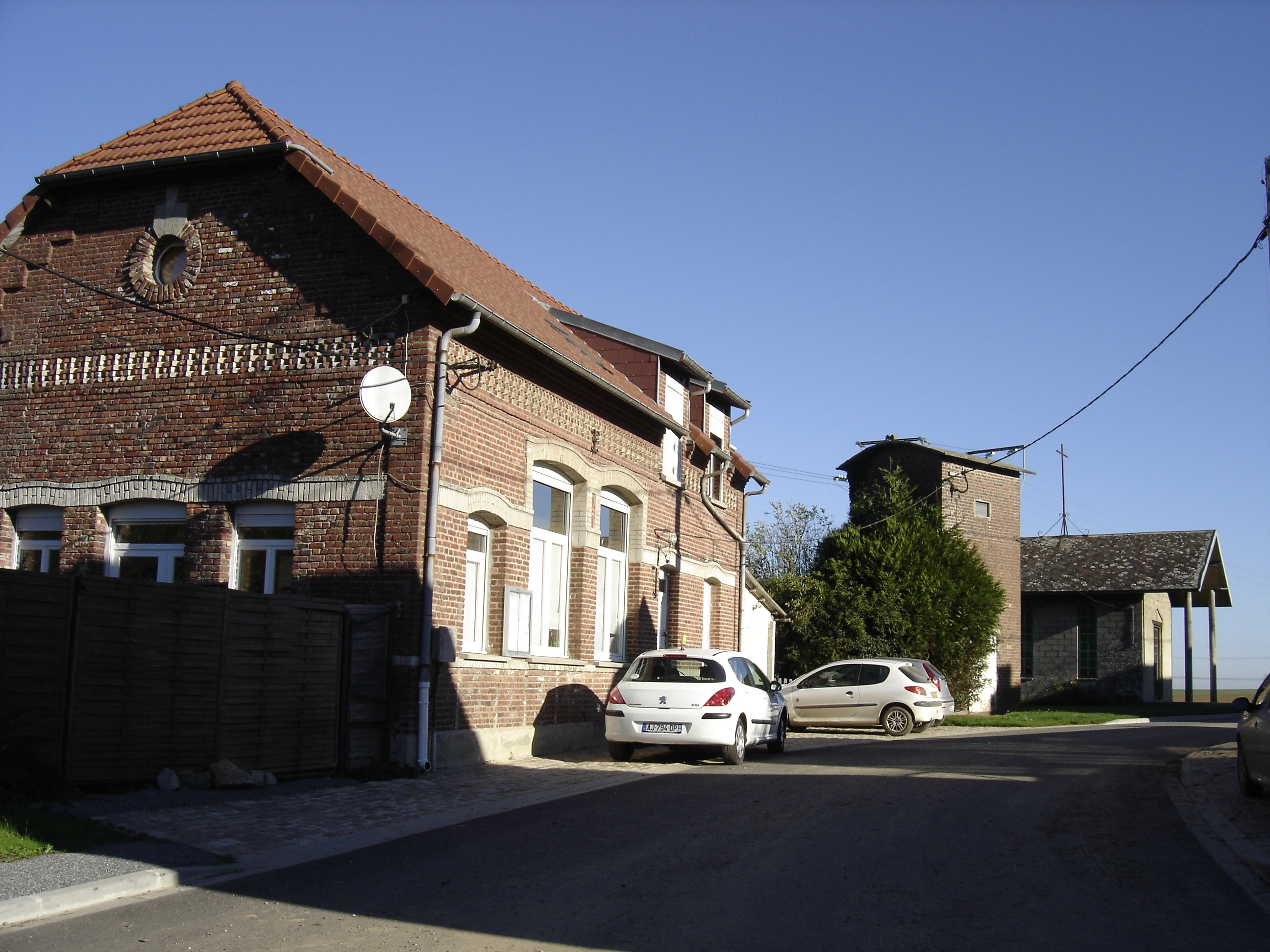
Amerval.

Ovillers et Amerval sont des hameaux situés respectivement à 6 et 8 km de Solesmes et qui font partie de la commune.

### Logement
En 2009, le nombre total de logements dans la commune était de 2 038, alors qu'il était de 1 986 en 1999.
Parmi ces logements, 91,5 % étaient des résidences principales, 1 % des résidences secondaires et 7,5 % des logements vacants. Ces logements étaient pour 88,1 % d'entre eux des maisons individuelles (89,1 % en 1999) et pour 11,5 %des appartements (7,4 % en 1999).
La proportion des résidences principales, propriétés de leurs occupants était de 63,7 %, en légère hausse par rapport à 1999 (63,2 %). La part de logements HLM loués vides (logements sociaux) était de 8,4 % contre 9,4 % en 1999.

## Toponymie
L'origine du nom « Solesmes » est incertaine, et deux étymologies sont avancées : il s'agirait soit d'un nom qui ferait référence à un temple du soleil, « Fanum Solis », lequel daterait de l'époque gauloise, mais dont on n'a aucune preuve matérielle, soit d'un nom hybride composé du préfixe latin « sol » et du suffixe germanique « hem », demeure, maison, et par extension village, fréquent dans le Nord. « Sol » pourrait dériver d'un nom d'homme, ou plus probablement de la rivière Selle, d'où « Sal hem », lieu habité sur la Selle.

## Histoire
L'ancienneté du peuplement du territoire est établi par la découverte d'un important gisement de silex taillés datant du Moustérien, visibles à l'Hôtel de ville.

### Antiquité et Moyen Âge
À l'époque gallo-romaine le lieu appartenait à la cité des Nerviens, dont la première capitale, Bavay, fut remplacée par Cambrai au IVe siècle. La voie romaine d'Amiens à Bavay via Vermand, aujourd'hui connue sous le nom de « chaussée Brunehaut », passait à quelques kilomètres du village actuel. Une villa gallo-romaine se trouvait sur la terre de Solesmes.
En 706, le roi Childebert IV abandonna Solesmes et toutes ses dépendances à l'Abbaye de Saint-Denis, qui y fonda un petit prieuré. Ces dépendances s'étendaient alors jusqu'à la « chaussée Brunehaut ». Par le Traité de Verdun de 843, Solesmes se trouva en Francie orientale, domaine de Louis le Germanique, tout en restant la propriété de Saint-Denis en Francie occidentale.
En 1180, l'abbaye céda les bois qui lui appartenaient près de la chaussée Brunehaut à Baudouin V de Hainaut, qui y fonda la « ville franche » de Forest. Le comte y gagnait un centre de population sur une large route à la frontière de ses états, qui pouvait servir de point d'appui à ses troupes, tandis que l'abbaye se mettait ainsi sous la protection du comte contre le seigneur de Bousies. En effet celui que les moines avaient choisi comme avoué s'était avéré plus avide que protecteur. Cette donation fut la cause d'un conflit avec l'abbaye de Maroilles, qui prétendait avoir des droits sur Croix-Caluyau.
Au cours de cette période, Solesmes eut à souffrir à de nombreuses reprises de guerres et d'invasions.

### Époque moderne
Par son appartenance à l'abbaye de Saint-Denis, et jusqu'en 1605, Solesmes resta une terre française enclavée dans les possessions du Hainaut, puis plus tard des ducs de Bourgogne et enfin de l'Espagne. Le 15 février 1605, l'abbaye de Saint-Denis, dont les finances étaient mal en point, vendit Solesmes à l'archevêque de Cambrai pour la somme de « 28 000 livres tournoys, monnaie de France, francs deniers ».
La Guerre de Trente Ans, puis les conquêtes de Louis XIV sur les Pays-Bas espagnols, maintinrent des troupes dans la région jusqu'à la mort du roi. Le traité des Pyrénées signé en 1659 donnait à la France le Hainaut, incluant la prévôté du Quesnoy dont relevait Solesmes. À cette époque, les Solesmois pratiquaient la contrebande de bières, de vins, d'eaux de vie et de tabac.
En avril 1789, sept députés représentèrent la paroisse au bailliage du Quesnoy. Pendant la Révolution, l'église fut transformée en « autel à la Patrie ». Solesmes devint le chef-lieu d'un canton dans le district de Cambrai et vit ainsi coupés ses liens historiques avec Le Quesnoy et le Hainaut. Après la défaite française du 18 mars 1793 à Neerwinden, Dumouriez évacua la Belgique et les coalisés autrichiens et anglais passèrent la frontière du Nord. Le 6 août 1793, le duc d'York vint camper avec son armée à proximité de Solesmes. Les Autrichiens occupèrent toute la région pendant près d'un an.
La Convention s'était persuadée que Valenciennes était une ville de traîtres. Deux ecclésiastiques originaires de Solesmes, qui s'y étaient réfugiés sous l'occupation autrichienne, y furent guillotinés en novembre 1794 quand la ville fut reprise par les Français,.

### XIXesiècleetXXesiècle
Après la chute de l'Empire, Solesmes fut occupée par des soldats prussiens, puis russes, de 1815 à 1818. Les Russes revinrent pendant la guerre de 1870. À ces épreuves s'ajoutèrent des épidémies de choléra en 1832 et 1877. Au cours de ce siècle la ville se modernisa et prit l'aspect qu'elle a en grande partie conservé aujourd'hui. Cette époque de prospérité, soulignée par la construction au début du XXe siècle d'un hôtel de ville cossu, vit s'installer plusieurs industries dont des tissages, une fabrique de tubes et une sucrerie. C'est en 1876 que la commune connait son maximum de population, avec près de 6 500 habitants.
En 1808, on trouve à Solesmes un dépôt de sûreté, où on enferme les petits délinquants avant leur transfert en maison d'arrêt.

#### Développement des chemins de fer
La deuxième moitié du XIXe siècle vit les lignes de chemin de fer se multiplier dans la région. Le développement industriel, en particulier l'exploitation de la houille et l'installation d'aciéries près de Valenciennes, entrainaient des déplacements importants de main-d'œuvre ouvrière. Il fallait aussi transporter les betteraves vers les sucreries, ainsi que d'autres productions agricoles. C'est ainsi que le bourg de Solesmes se trouva au centre d'une « étoile » ferroviaire, aujourd'hui disparue.
En 1871 vit le jour un projet de ligne ferroviaire reliant Valenciennes au Cateau-Cambrésis, par la vallée de l'Écaillon. Le projet fut ensuite modifié en faveur d'un tracé suivant la vallée de la Selle et déclaré d'utilité publique par la loi du 7 avril 1879. La ligne Valenciennes - Le Cateau fut mise en service en 1884.
En juin 1872 l'Assemblée nationale décida la construction d'une ligne de chemin de fer de Cambrai à Dour, près de Mons en Belgique, passant par Solesmes. Sa construction eut lieu dans la décennie suivante. En Belgique la ligne fut inaugurée en mai et juin 1882 jusqu'à la frontière. Après la gare de Bavay, elle se prolongeait vers Cambrai par Le Quesnoy et Solesmes. À Solesmes, cette ligne se raccordait à la ligne Valenciennes - Le Cateau-Cambrésis à l'est de Saint-Python, et s'en séparait après le pont de la Selle au sud de Solesmes. Cependant dès la déclaration de la guerre en 1914, le trafic international fut arrêté. Après la guerre la ligne souffrit de la concurrence du transport routier et de la crise des années 1930, et le coup de grâce lui fut porté par la Seconde Guerre mondiale. L'exploitation cessa en 1960 du côté belge.
Le 12 août 1893, une loi déclara d'utilité publique l'établissement d'un réseau de chemins de fer d'intérêt local, à écartement métrique, desservant depuis Solesmes d'une part Haspres via Escarmain, d'autre part Caudry via Quiévy, Briastre et Viesly, enfin Avesnes-sur-Helpe, via Landrecies et Bousies. La concession était délivrée à la Société des chemins de fer économiques du Nord.
La ligne de chemin de fer Avesnes-sur-Helpe - Solesmes fut mise en service le 28 octobre 1907. La ligne, à voie unique, comportait une station dans la commune et assurait un service régulier des voyageurs. En août 1914, le trafic voyageur fut interrompu. En 1916, pendant l'occupation allemande, les rails furent démontés. La gare fut dynamitée par les Allemands en 1918. Après la guerre, un projet de remise en service fut finalement abandonné par le conseil général.
La ligne de Solesmes à Haspres fut ouverte en 1909 et connut le même sort que la précédente.
Enfin la ligne de Solesmes à Quiévy, ouverte en 1907, fut fermée en 1939 après avoir été exploitée, à partir de 1924, par la Société des chemins de fer du Cambrésis.

#### Les deux Guerres mondiales
Solesmes fut occupée pendant les deux guerres mondiales, de 1914 à 1918 et à nouveau de 1940 à 1944.
En 1918, les combats pour la libération de la région furent meurtriers, comme en témoignent les cimetières militaires de la commune. Les noms de 187 soldats solesmois ainsi que de 14 civils figurent sur le monument aux morts.
66 civils furent encore tués lors des bombardements de 1940 et du 9 mai 1944. Un odonyme local (« Rue du 9-Mai-1944 ») rappelle ce dernier événement.

### XXIesiècle
Le parc éolien du Grand Arbre est mis en service en 2019 et inauguré en octobre 2021.

## Politique et administration

### Situation administrative
La commune de Solesmes se situe dans le département du Nord et fait partie de la région Hauts-de-France. Elle appartient à l'arrondissement de Cambrai (à 21 km) et au Canton de Caudry (à 11 km).
La commune est le siège de la Communauté de communes du Pays Solesmois, qui rassemble 15 communes (Beaurain, Bermerain, Capelle, Escarmain, Haussy, Montrécourt, Romeries, Saint-Martin-sur-Écaillon, Saint-Python, Saulzoir, Solesmes, Sommaing, Vendegies-sur-Écaillon, Vertain et Viesly) pour une population totale d'un peu moins de 15 000 habitants.
Solesmes est chef-lieu d'un canton de 17 communes et plus de 16 000 habitants.

### Administration municipale
Au deuxième tour des élections municipales de 2008 la liste « Solesmes Renouveau » de Serge Machepy (Divers droite) a obtenu 51,04 % des suffrages et 21 sièges, la liste « Changement et Progrès pour Solesmes » de Christian Bataille (Union de la gauche) 48,96 % et 6 sièges, pour un taux de participation de 73,50 %. Ce dernier a fait appel du résultat au tribunal administratif de Lille qui lui a donné raison et a annulé l'élection. Serge Machepy a fait appel à son tour de la sentence du tribunal. Le 24 juin 2009, soit 15 mois après l'élection municipale, le Conseil d'État a rendu sa décision en cassant la décision du tribunal administratif et en confirmant la validité du deuxième tour de l'élection du 16 mars 2008.
Au deuxième tour des élections municipales de 2014, la liste « Solesmes @ venir » (Centre) conduite par Paul Sagniez a obtenu 46,41 % des suffrages exprimés et 20 élus, la liste « Solesmes Renouveau » (Divers droite) conduite par le maire sortant Serge Machepy a obtenu 35,16 % et 5 élus, et la liste « Bâtissons Solesmes Ensemble » (Divers gauche) conduite par Pierre Seignez a obtenu 18,41 % et 2 élus, pour un taux de participation de 72,57 %.

### Tendances politiques et résultats
Au premier tour de l'élection présidentielle de 2012, les quatre candidats arrivés en tête à Solesmes sont François Hollande (PS, 28,77 %), Marine Le Pen (FN, 25,89 %), Nicolas Sarkozy (UMP, 22,14 %) et Jean-Luc Mélenchon (Front de gauche, 13,64 %) avec un taux de participation de 78,67 %.
Au deuxième tour des élections régionales de 2010, 51,78 % des suffrages exprimés sont allés à la liste conduite par Daniel Percheron (PS), 28,49 % à celle de Valérie Létard (UMP), et 19,73 % à la liste FN de Marine Le Pen, pour un taux de participation de 48,74 %.
Aux élections européennes de 2009, les deux meilleurs scores à Solesmes étaient ceux de la liste de la majorité présidentielle conduite par Dominique Riquet, qui a obtenu 333 suffrages soit 26,79 % des suffrages exprimés (département du Nord 24,57 %), et de la liste du Parti socialiste conduite par Gilles Pargneaux, qui a obtenu 295 suffrages soit 23,73 % des suffrages exprimés (département du Nord 19,55 %), pour un taux de participation de 35,09 %.
Au deuxième tour de l'élection présidentielle de 2007, 45,12 % des électeurs ont voté pour Nicolas Sarkozy (UMP), et 54,88 % pour Ségolène Royal (PS), avec un taux de participation de 80,52 %.
Au deuxième tour des élections législatives de 2007, 44,11 % des électeurs de Solesmes ont voté pour Marie-Sophie Lesne (UMP) (47,22 % dans la 22e circonscription du Nord), 55,89 % pour Christian Bataille (PS) (52,78 % dans la circonscription), avec un taux de participation de 59,93 % à  et de 63,90 % dans la circonscription.

### Instances judiciaires et administratives
La ville de Solesmes est dans le ressort de la cour d'appel de Douai, du tribunal de grande instance, du tribunal d'instance et du conseil de prud'hommes de Cambrai, et à la suite de la réforme de la carte judiciaire engagée en 2007, du tribunal de commerce de Douai.

### Jumelages
Solesmes est jumelée avec  Bad Berka (Allemagne) depuis 1990
et avec  Solesmes (Sarthe) (France) depuis 2013.

## Population et société

### Démographie
Solesmes reste la quatrième commune de l'arrondissement de Cambrai, après Cambrai, Caudry et Le Cateau-Cambrésis, malgré un fort déclin démographique depuis les années 1970. Ce déclin semble ralenti en 2009, mais non arrêté, la commune ayant encore perdu environ 200 habitants en dix ans.

#### Évolution démographique
L'évolution du nombre d'habitants est connue à travers les recensements de la population effectués dans la commune depuis 1793. Pour les communes de moins de 10 000 habitants, une enquête de recensement portant sur toute la population est réalisée tous les cinq ans, les populations de référence des années intermédiaires étant quant à elles estimées par interpolation ou extrapolation. Pour la commune, le premier recensement exhaustif entrant dans le cadre du nouveau dispositif a été réalisé en 2008.

En 2022, la commune comptait 4 193 habitants, en évolution de −4,42 % par rapport à 2016 (Nord : +0,51 %, France hors Mayotte : +2,11 %).
| 1793  | 1800  | 1806  | 1821  | 1831  | 1836  | 1841  | 1846  | 1851  |
| ----- | ----- | ----- | ----- | ----- | ----- | ----- | ----- | ----- |
| 3 215 | 3 848 | 3 941 | 4 611 | 4 995 | 4 997 | 5 295 | 5 627 | 5 579 |

| 1856  | 1861  | 1866  | 1872  | 1876  | 1881  | 1886  | 1891  | 1896  |
| ----- | ----- | ----- | ----- | ----- | ----- | ----- | ----- | ----- |
| 5 677 | 6 000 | 6 230 | 6 202 | 6 443 | 6 390 | 6 413 | 6 241 | 6 322 |

| 1901  | 1906  | 1911  | 1921  | 1926  | 1931  | 1936  | 1946  | 1954  |
| ----- | ----- | ----- | ----- | ----- | ----- | ----- | ----- | ----- |
| 6 081 | 5 910 | 6 247 | 5 311 | 5 740 | 5 655 | 5 750 | 5 242 | 5 722 |

| 1962  | 1968  | 1975  | 1982  | 1990  | 1999  | 2006  | 2008  | 2013  |
| ----- | ----- | ----- | ----- | ----- | ----- | ----- | ----- | ----- |
| 6 042 | 6 042 | 5 740 | 5 328 | 4 892 | 4 767 | 4 625 | 4 583 | 4 452 |

| 2018  | 2022  | - | - | - | - | - | - | - |
| ----- | ----- | - | - | - | - | - | - | - |
| 4 290 | 4 193 | - | - | - | - | - | - | - |

#### Pyramide des âges
La population de la commune est relativement jeune.
En 2018, le taux de personnes d'un âge inférieur à 30 ans s'élève à 35,8 %, soit en dessous de la moyenne départementale (39,5 %). À l'inverse, le taux de personnes d'âge supérieur à 60 ans est de 26,9 % la même année, alors qu'il est de 22,5 % au niveau départemental.
En 2018, la commune comptait 2 104 hommes pour 2 186 femmes, soit un taux de 50,96 % de femmes, légèrement inférieur au taux départemental (51,77 %).
Les pyramides des âges de la commune et du département s'établissent comme suit.
| Hommes | Classe d’âge | Femmes |
| ------ | ------------ | ------ |
| 0,7    | 90 ou +      | 2,2    |
| 6,1    | 75-89 ans    | 10,9   |
| 15,5   | 60-74 ans    | 18,2   |
| 20,6   | 45-59 ans    | 19,2   |
| 17,5   | 30-44 ans    | 17,5   |
| 18,9   | 15-29 ans    | 14,8   |
| 20,6   | 0-14 ans     | 17,3   |

| Hommes | Classe d’âge | Femmes |
| ------ | ------------ | ------ |
| 0,5    | 90 ou +      | 1,4    |
| 5,3    | 75-89 ans    | 8,1    |
| 14,8   | 60-74 ans    | 16,2   |
| 19,1   | 45-59 ans    | 18,4   |
| 19,5   | 30-44 ans    | 18,7   |
| 20,7   | 15-29 ans    | 19,1   |
| 20,2   | 0-14 ans     | 18     |

### Enseignement
La commune de Solesmes est rattachée à la circonscription scolaire Cambrai / Le Cateau du bassin d'éducation du Cambrésis, qui dépend de l'inspection académique du Nord et de l'académie de Lille.
- La commune gère l'école maternelle Marie-Curie et l'école élémentaire Suzanne-Lanoy.
- L'école Saint-Joseph est privée[56].
- Le département du Nord gère le collège public Saint-Exupéry[57].
- 'L'Institution Saint-Michel: Collège et Lycée' est privée[58].

### Santé
On trouve à Solesmes plusieurs cabinets de médecine, de professions para-médicales, pharmacies, un laboratoire d'analyses médicales, ainsi qu'un centre médical. La résidence « Soleil d'Automne » est un établissement de type EHPAD géré par le centre hospitalier du Quesnoy.

### Sports
Il existe à Solesmes une vingtaine d'associations sportives dans des domaines variés tels que le cyclisme, football, basketball, waterpolo, tennis et tennis de table, arts martiaux, athlétisme, natation, chasse et pêche, pétanque ou billon, jeu traditionnel du Nord. L'équipement sportif de la ville comprend une piscine couverte, un stade et deux salles de sport.

### Cultes
Les Solesmois disposent d'un  lieu de culte catholique : l'église Saint-Martin. Cette église dépend de la paroisse « Saint-Denis en Solesmois » rattachée à l'archidiocèse de Cambrai.

## Économie

### Revenus de la population et fiscalité
En 2009, le revenu fiscal médian par ménage était de 14 832 €, ce qui plaçait Solesmes au 27 523e rang  parmi les 31 604 communes de plus de 50 ménages en métropole.

### Emploi
Solesmes se trouve dans le bassin d'emploi du Cambrésis. Les agences Pôle emploi pour la recherche d'emploi les plus proches sont localisées à Caudry et Le Cateau-Cambrésis.
En 2009, la population âgée de 15 à 64 ans s'élevait à 2 860 personnes, parmi lesquelles on comptait 68,4 % d'actifs dont 56,5 % ayant un emploi et 10,4 % de chômeurs.
On comptait 1 638 emplois dans la zone d'emploi, contre 1 440 en 1999. L'indicateur de concentration d'emploi est de 101,1 %, ce qui signifie que la zone d'emploi offre un peu plus d'un emploi par habitant actif.

### Entreprises et commerces
L'entreprise industrielle principale est celle des fils métalliques Affival du groupe allemand SKW Metallurgie. Sur la zone d'activités de 10 ha de la « Voyette de Vertain » sont installées d'autres activités : fabrication et pose de clôtures, de portails, métaux en feuilles, machinisme agricole, matériel de traitements des eaux, découpe de pièces en métal etc. Le centre de formation professionnelle Formatech, géré par la Chambre de commerce et d'industrie du Cambrésis, y est également installé.
Selon le DOG (Document d'orientations générales) du SCoT du Cambrésis en date du 6 janvier 2011, le « pôle commercial intermédiaire de Solesmes/St Python » présente « une offre commerciale de centre-ville diversifiée et une offre de périphérie attractive ». Il est prévu de « redynamiser le commerce de centre-ville afin d'en renforcer [l']attractivité ».
Au 31 décembre 2010, Solesmes comptait 283 établissements.
Répartition des établissements par domaines d'activité au 31 décembre 2010
|                             | Ensemble | Agriculture | Industrie | Construction | Commerce | Services |
| --------------------------- | -------- | ----------- | --------- | ------------ | -------- | -------- |
| Nombre d'établissements     | 283      | 26          | 13        | 24           | 160      | 60       |
| %                           | 100 %    | 9,2 %       | 4,6 %     | 8,5 %        | 55,5 %   | 21,2 %   |
| Sources des données : INSEE |          |             |           |              |          |          |

En 2011, 20 entreprises ont été créées à Solesmes, dont 9 par des autoentrepreneurs.

## Culture locale et patrimoine

### Lieux et monuments

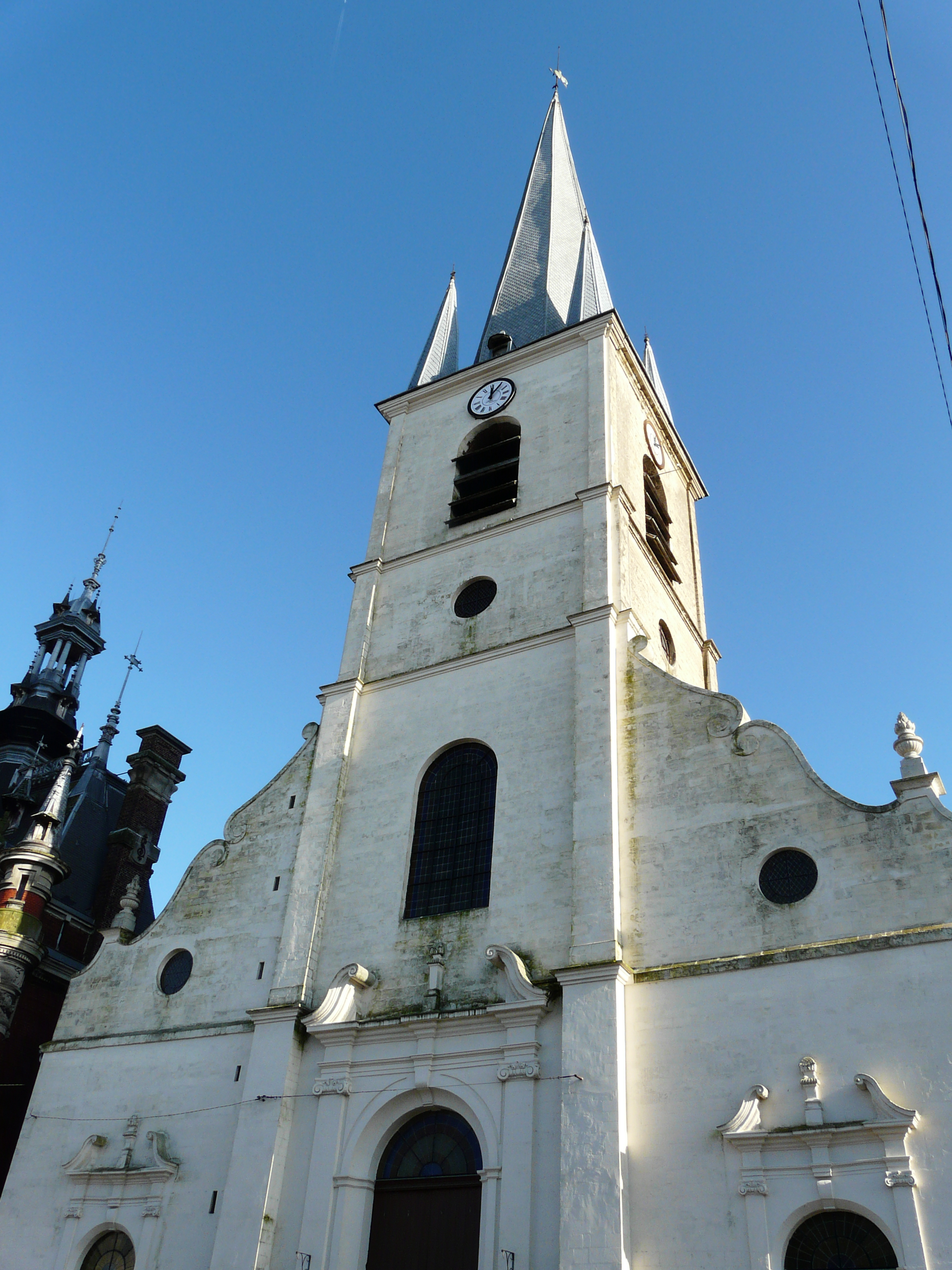
L'église Saint-Martin.

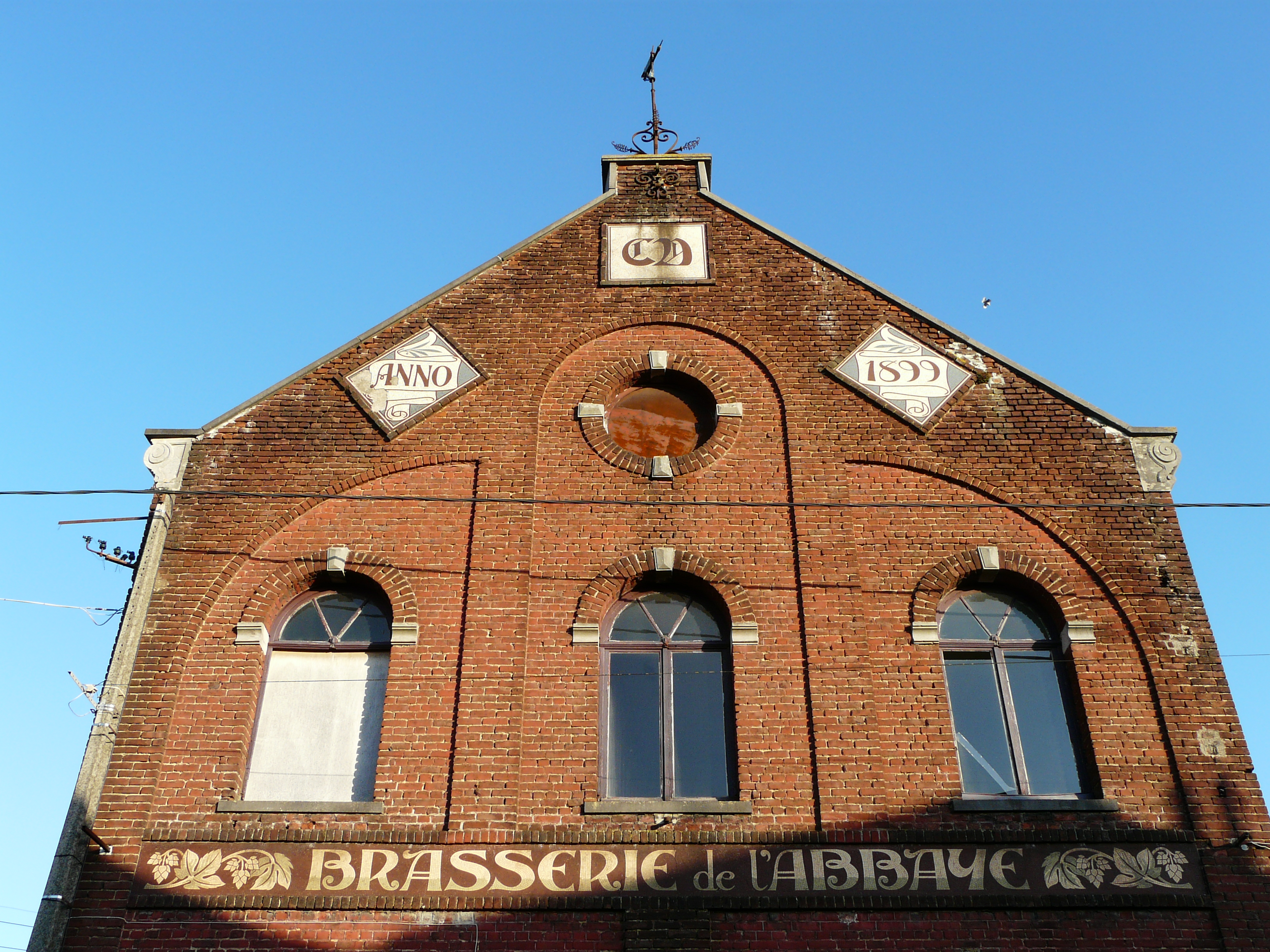
Façade de l'ancienne brasserie de l'Abbaye.

L'hôtel de ville, qui date de 1903, est dû à l'architecte Laurent Fortier qui y a combiné, dans le style éclectique, des références à la Renaissance, à l'architecture flamande et au romantisme espagnol. Les sculptures en pierre blanche sont de André-Louis-Adolphe Laoust tandis qu'à l'intérieur 14 toiles du peintre solesmois Henry-Eugène Delacroix représentent des scènes de la vie familiale et paysanne, et les allégories de la Justice, du Devoir, et du droit du citoyen.
L'église Saint-Martin, édifiée entre 1778 à 1782, remplace un édifice plus ancien devenu trop petit. Bâtie en grès et en pierre blanche calcaire provenant de Solesmes et des communes voisines, c'est une église-halle à nef centrale surélevée et à toit unique. Si les plafonds voûtés et les ouvertures en plein centre rappellent le style roman, la décoration extérieure de la façade doit davantage au style baroque. Quelques éléments proviennent de l'ancienne église : le soubassement de grès, ainsi que la chaire, classée à l'inventaire supplémentaire des monuments historiques[réf. nécessaire] et datant probablement de 1704, et le bénitier, anciens fonts baptismaux de 1587. Les autels et le chemin de croix sont également dus au peintre Henry-Eugène Delacroix.
Le kiosque à musique, conçu par l'architecte Henri Mallet, date de 1888. Il combine la pierre et la brique et possède des décorations en forme de clé de sol au sommet des poteaux de fonte. Entièrement restauré en 2011, il est toujours utilisé par l'harmonie municipale de Solesmes, fondée en 1842.
Le calvaire a été construit en 1861 à l'emplacement d'un ancien calvaire à l'initiative de Jean-Baptiste Gourdin, alors doyen de Solesmes. Les plans sont dus à l'architecte  Émile Dutouquet de Valenciennes. L'édifice, de style néo-gothique en pierre calcaire blanche et en grès, est supporté par quatre piliers et ouvert sur trois côtés. Il a été rénové plusieurs fois, et dernièrement en 1999 par la société de rénovation des Monuments Historiques.
Le monument aux morts de Solesmes, sculpture d'après Alfred-Alphonse Bottiau

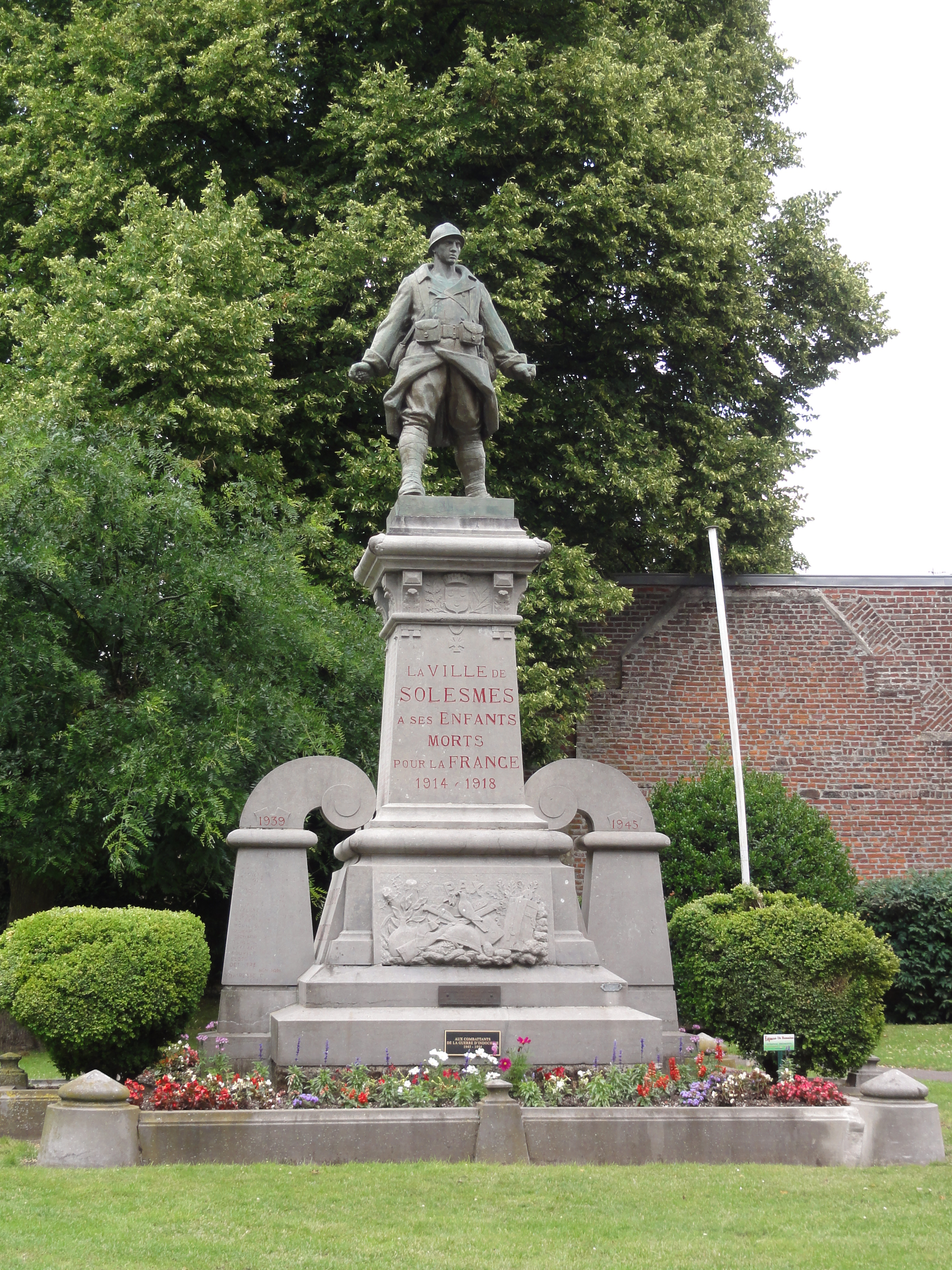
Le monument aux morts.

Dans quatre cimetières sur le territoire de la commune se trouvent des tombes de guerre de la Commonwealth War Graves Commission de soldats morts pour la libération de la région à la fin de la Première Guerre mondiale, en octobre et novembre 1918 :
- le cimetière britannique de Solesmes situé à la sortie sud-ouest route de Quiévy
- le cimetière britannique situé à l'intérieur du cimetière communal
- le cimetière militaire du hameau d'Ovillers situé dans le cimetière civil
- le cimetière militaire du hameau d'Amerval jouxtant le cimetière civil

La « brasserie de l'abbaye » fut créée en 1876 par la famille Delaporte-Laigle et appartint ensuite à différentes familles, dont les Chiris-Delaporte qui firent construire le bâtiment actuel et les De La Roche Du Ronzet. En 1927 cette brasserie-malterie-tonnellerie employait une cinquantaine de personnes et produisait 30 000 hectolitres de bière de fermentation haute et basse, et jusqu'à 50 000 hectolitres en 1946. Elle cessa son activité en 1957 et reste désaffectée. La façade de brique est rythmée par des motifs décoratifs. L'édifice est répertorié dans l'Inventaire général du patrimoine culturel.
Les fontaines ont été créées au VIIe siècle par les moines du prieuré afin d'y établir un vivier. Le vivier fut abandonné après le départ des moines en 1605 et les bassins furent reconvertis en lavoirs. Au VIIe siècle des travaux de voirie amenèrent à surélever la chaussée, qui vint en partie recouvrir les fontaines.
- L'église d'Ovillers et ses vitraux.

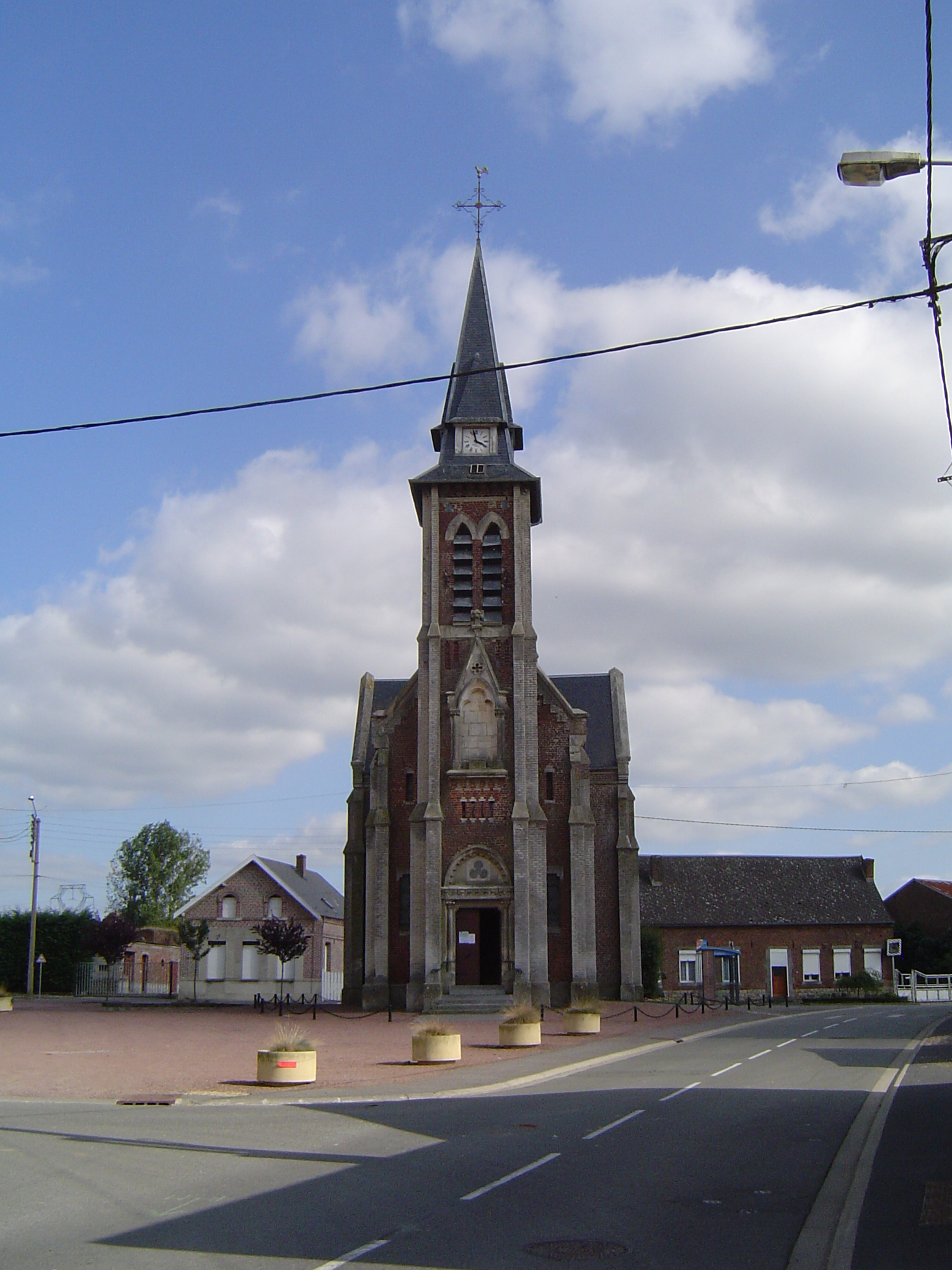
Église d'Ovillers.
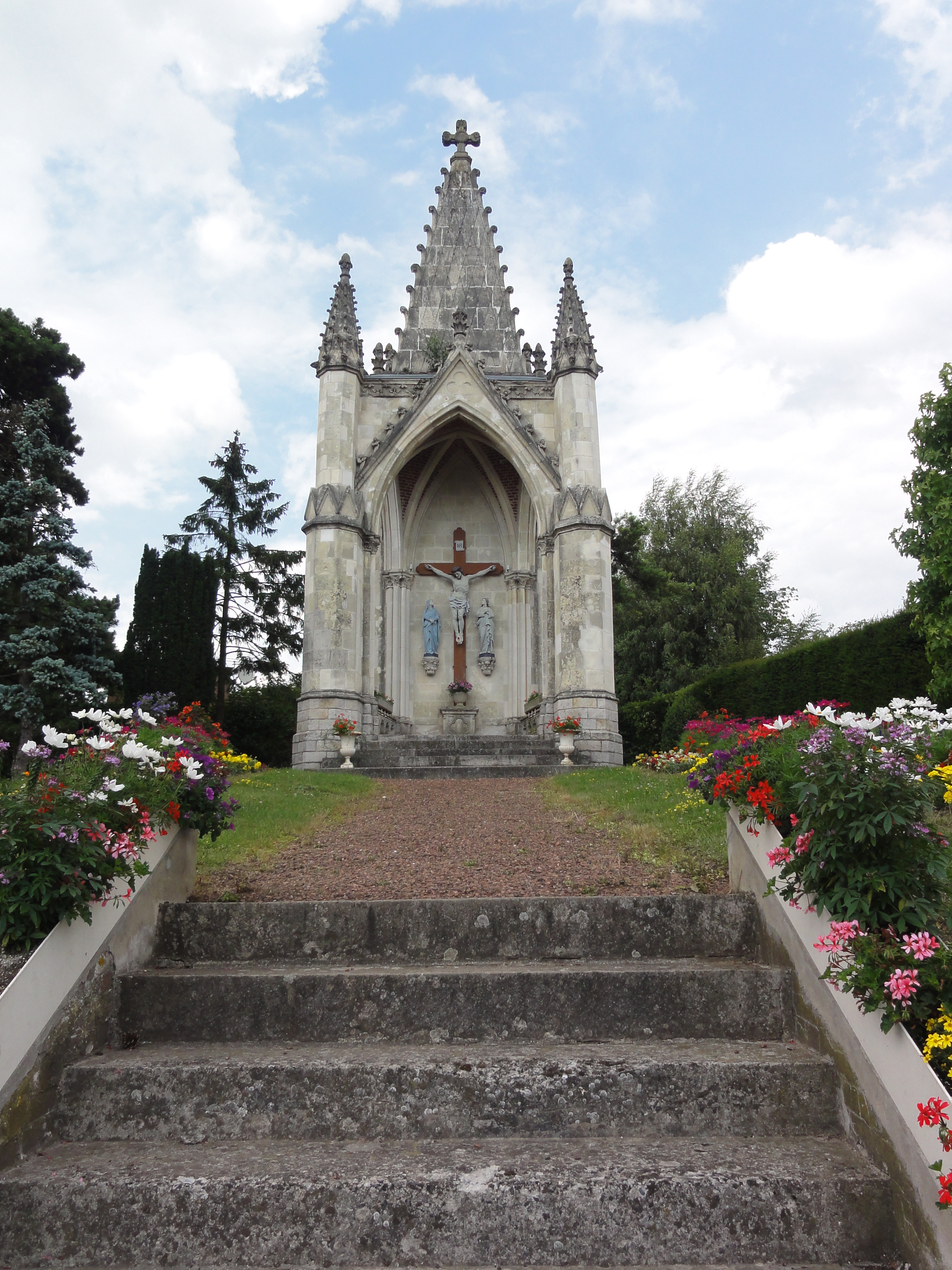
Le calvaire.

### Manifestations culturelles et festivités
La vie solesmoise est rythmée par plusieurs festivités : 
- une braderie/brocante se tient tous les lundis de Pentecôte de 9 heures à 17 heures ;
- la fête foraine ou « ducasse » a lieu le 2e dimanche de septembre et se prolonge pendant 9 jours ;
- le carnaval (dimanche, lundi et mardi gras) est caractérisé par la présence des « seringueux » et du géant Barbari accompagné de son fils Biribi[26] ;
- la course cycliste du lundi de Pâques.

Les seringueux, hommes et femmes armés de grosses seringues en tôle remplies d'eau puisées dans les baquets disposés devant les maisons par les habitants, arrosent les passants qui s'aventurent dans les rues, n'épargnant que les vieillards, les infirmes et le médecin. On dénombre sept à huit cents seringueux dans les rues de Solesmes. L'origine de cette coutume remonte, selon la tradition, à un différend ayant opposé au XIIe siècle les habitants aux moines du prieuré, qui voulaient détourner un ruisseau au profit de leur moulin. La population, armée d'outres emplies d'eau, dissuada les moines de poursuivre leur projet, et la tradition resta. Les outres furent plus tard remplacées par des seringues, jusqu'à ce qu'elles soient interdites en 1908 par une municipalité soucieuse de mettre fin à ces désordres. Cependant celle-ci dut reculer devant la riposte des habitants, qui organisèrent un convoi funèbre avec un corbillard transportant une seringue recouverte d'un crêpe noir, accompagné d'une marche funèbre de Frédéric Chopin.
Le géant Barbari, né en 1953, illustre la tradition des seringueux. Il mesure cinq mètres de haut, pèse environ 450 kilos et se déplace sur une plate-forme tractée. Vêtu de bleu, blanc et rouge, il est masqué et tient à la main une seringue.

### Personnalités liées à la commune

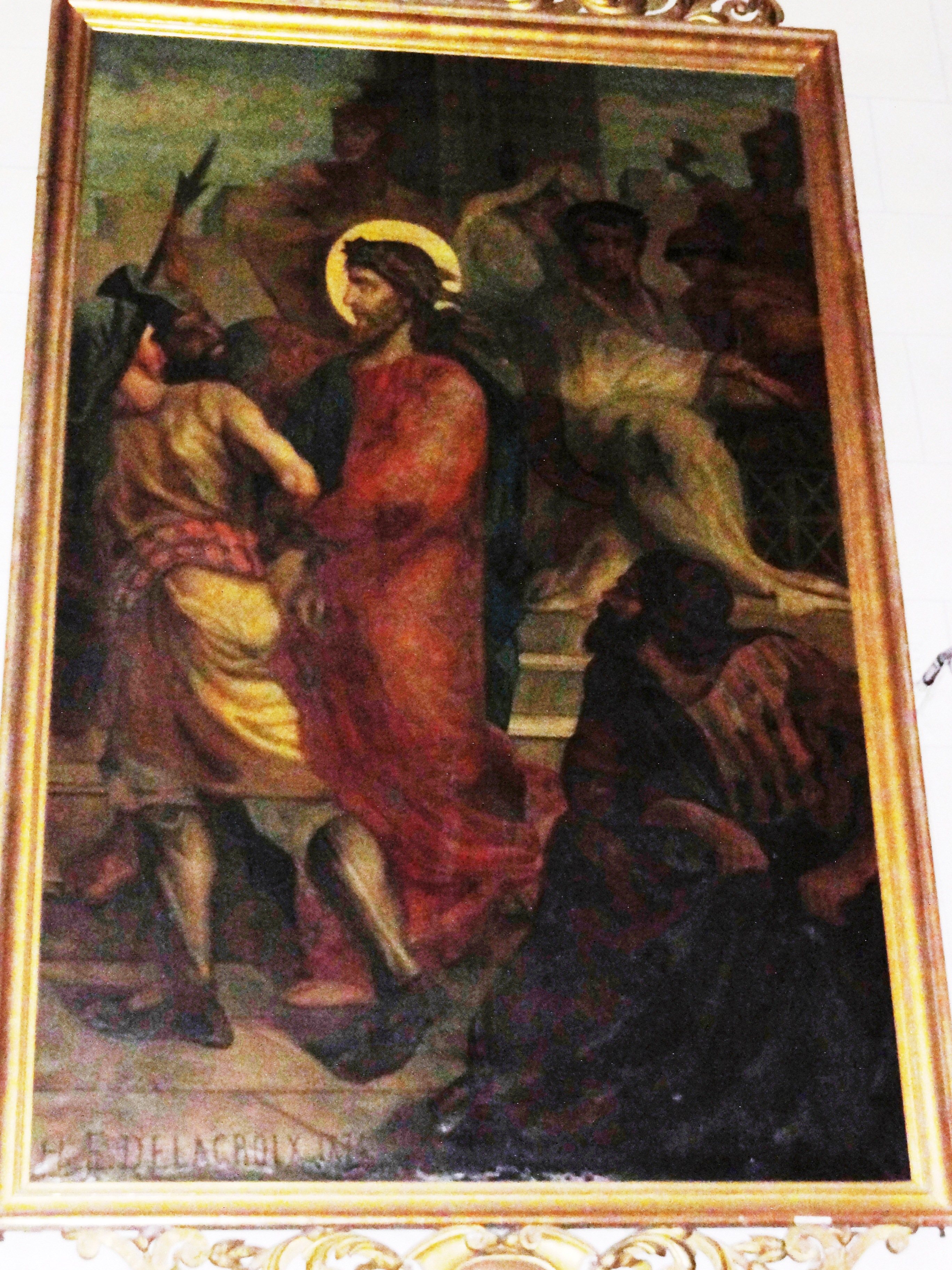
Chemin de croix de H-E Delacroix, première station.

- Édouard Delberghe (1935-1994), coureur cycliste emblématique de la ville, formé au Vélo Club Solesmois avant de passer professionnel et participer à huit Tours de France.
- François Delsarte (1811 - 1871), musicien et danseur, oncle de Georges Bizet, né à Solesmes et mort à Paris.
- Léon Richet (1838 - 1907), peintre de l'école de Barbizon, né à Solesmes et mort à Paris.
- Henry-Eugène Delacroix (1845 - 1930), peintre, né à Solesmes, mort à Tonneins. Il est l'auteur des tableaux du chemin de croix de l'église de Solesmes et de la décoration des murs de la salle des mariages de l'hôtel de Ville.
- Gustave Choquet (1915 - 2006), ancien élève de l'École Normale Supérieure, mathématicien, né à Solesmes.
- Serge Masnaghetti, né à Mancieulles en 1934. Footballeur français, après sa carrière a entraîné des équipes d'amateurs, notamment à Solesmes.

### Héraldique
|  | Les armes de Solesmes se blasonnent ainsi : « de sable aux trois croissants d'argent ». Ces armoiries sont celles de la famille de Solesmes et appliquées à la commune par l'ordonnance du 12 décembre 1823. |

Les armes de la ville (« de sable à trois croissants d'argent ») furent sans doute empruntées à celles des seigneurs de Solesmes, dont elles ne diffèrent que parce que ceux-ci avaient les croissants d'or. Le 13 décembre 1823, Louis XVIII donna une ordonnance royale de confirmation des armoiries « de sable à trois croissants d'argent, posés deux et un ».
D'après le chanoine Théodore Leuridan, archiviste du diocèse de Cambrai, président de la société d'études, dans « Armorial des Communes du Département du Nord », la carte héraldique composée et coloriée en 1774 par Jean-Baptiste Dumont, archiviste des États du Hainaut, donnait les armes de la ville « de sable aux trois croissants d'or ». C'est donc, sans doute, entre 1774 et 1823 que les croissants d'or sont devenus d'argent. Il est à noter d'ailleurs qu'en 1823, le cachet de la mairie portait « de gueules à trois croissants d'argent ».
La ville s'est vu décorer ultérieurement de la Croix de Guerre 1914-1918 et de la Croix de guerre 1939-1945, décernées pour le courage et l'héroïsme dont ont fait preuve ses habitants à l'occasion des deux guerres mondiales et plus particulièrement en octobre 1918 (libération) ainsi que le 9 mai 1944 (bombardement).

### Couleurs
Les couleurs de la ville étant représentées d'abord en orange et vert à l'époque du prieuré de Solesmes créé par l'Abbaye de St Denis (des suites de la cession du territoire par Childebert IV) où les couleurs du blason prieurial de Solesmes seraient sans doute inspirées de l'oriflamme de St Denis. 
Par la suite les couleurs sont devenus noires et sable à l'époque des seigneurs de Solesmes, puis noires et argent en 1823 en rapport au blason de la commune.
Enfin, la couleur actuelle de la ville est bleue, aucun lien historique mais inspirée du club de Football local et par les diverses municipalités successives de droite jusque maintenant. Même si la tendance actuelle est de revenir vers le orange et vert d'origine grâce au nouveau logo de la municipalité.

## Pour approfondir